# Leszek Bartkowicz
Leszek Edward Bartkowicz – polski leśnik, doktor habilitowany nauk rolniczych, adiunkt na Uniwersytecie Rolniczym im. Hugona Kołłątaja w Krakowie, specjalista od hodowli lasu.

## Kariera naukowa
W 1996 roku w Akademii Rolniczej w Krakowie uzyskał tytuł magistra inżyniera w zakresie leśnictwa. W 1997 roku został zatrudniony na tejże uczelni, a w 2005 roku na jej Wydziale Leśnym uzyskał stopień doktora nauk rolniczych w zakresie leśnictwa na podstawie rozprawy pt. Strukturotwórcza rola gatunków drzew na tle wybranych, lokalnych charakterystyk drzewostanu w wielopiętrowych lasach liściastych Puszczy Niepołomickiej, której promotorem był Andrzej Jaworski. W 2024 roku ta sama uczelnia nadała mu stopień doktora habilitowanego nauk rolniczych w dyscyplinie nauk leśnych na podstawie pracy pt. Tekstura drzewostanów naturalnych w polskich parkach narodowych na tle teorii dynamiki lasu.